# Bezenica
Bezenica je potok, ki nabira svoje vode v okolici Horjula in se preko potoka Šujica oz. Horjulščica pri Dobrovi kot desni pritok izliva v reko Gradaščico. Sodi v porečje Ljubljanice.